# Scottsboro Boys
Unter dem Namen Scottsboro Boys wurden neun männliche Jugendliche afroamerikanischer Herkunft im Alter von zwölf bis zwanzig Jahren bekannt, die 1931 beschuldigt wurden, zwei weiße Mädchen auf einem durch Alabama fahrenden Güterzug vergewaltigt zu haben. Die über diesen Fall geführten Prozesse thematisierten im Bereich der Justiz das Problem des Rassismus in den Vereinigten Staaten und trugen längerfristig zum Ende der „rein weißen“ Jurys bei.

## Geschichte
Am 25. März 1931 kam es auf einem Güterzug der Southern Railway zwischen Chattanooga und Memphis (Tennessee) zu einem Konflikt zwischen mehreren weißen und neun schwarzen Hobos. Die Weißen wurden vom Zug gedrängt und beschwerten sich bei der Polizei. Die Schwarzen Olen Montgomery (17), Clarence Norris (19), Haywood Patterson (18), Ozie Powell (16), Willie Roberson (16), Charlie Weems (16), Eugene Williams (13), und die Brüder Andy (19) und Roy Wright (12 oder 13) wurden in Paint Rock (Alabama) wegen tätlichen Angriffs verhaftet. Zwei am Zug verbliebene weiße Mädchen, Ruby Bates und Victoria Price, sagten in der Folge aus, sie seien von den Schwarzen vergewaltigt worden.
In Scottsboro (Alabama), wo die Festgenommenen auf ihren Prozess warteten, formierte sich zunächst ein Lynchmob; die Lage konnte jedoch beruhigt werden. Zwei Wochen nach der angeblichen Tat wurden acht der neun Angeklagten von einem Gericht in Scottsboro in summarischen, eintägigen Prozessen schuldig gesprochen und zur Todesstrafe verurteilt – zu jener Zeit die übliche Strafe in Vergewaltigungsprozessen mit schwarzen Tätern und weißen Opfern.
Das jugendliche Alter der Täter, die Härte der Strafen und schwerwiegende Verfahrensmängel führten allerdings dazu, dass sich die American Communist Party und die National Association for the Advancement of Colored People (NAACP) zu Wort meldeten und die Ungerechtigkeit und den rassistischen Charakter der betreffenden Verfahren anprangerten. International Labor Defense, eine Vorfeldorganisation der Kommunistischen Partei, übernahm die Verteidigung der Angeklagten. Auch international kam es zu Solidaritätsdemonstrationen und Protestaktionen durch kommunistische Organisationen wie die damals in Hamburg ansässige International Trade Union Committee of Negro Workers, die in ihrer Zeitschrift The Negro Worker von entsprechenden Aktionen in Berlin, Köln, Dresden, Hamburg, Paris und Genf berichtete. Es kam zu einer Serie von Folgeprozessen mit zum Teil grundsätzlichem Charakter. So hob der Oberste Gerichtshof der Vereinigten Staaten 1932 die Urteile der Ersten Instanz mit dem Hinweis auf, die Verurteilten seien in ihrem Recht auf ein faires Verfahren eingeschränkt worden (Powell v. Alabama, 287 U.S. 45).
Im Jahr 1933 fand eine zweite Serie an Prozessen in Decatur (Alabama) statt. Die Urteile der nur aus Weißen zusammengesetzten Jurys entsprachen jenen von 1931, und sie wurden vom Supreme Court 1935 erneut aufgehoben (Norris v. Alabama, 294 U.S. 587). In einer dritten Serie an Prozessen erhielt der Angeklagte Clarence Norris erneut die Todesstrafe, drei der anderen Beschuldigten wurden mit Gefängnisstrafen von 75 bis 99 Jahren bestraft. Der Gouverneur von Alabama, David Bibb Graves, wandelte 1938 die Todesstrafe von Norris in lebenslangen Kerker um. Er wurde 1976 von Gouverneur George Wallace begnadigt. Die anderen Beschuldigten waren schon in den 1940er und 1950er Jahren entlassen worden. 2013 wurden noch einmal drei von ihnen posthum begnadigt.

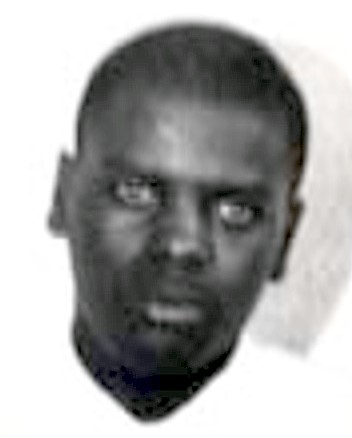
Ozie Powell
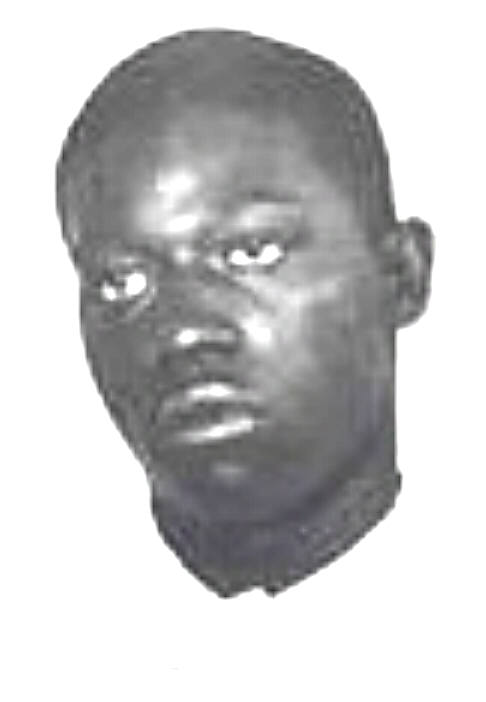
Willie Roberson
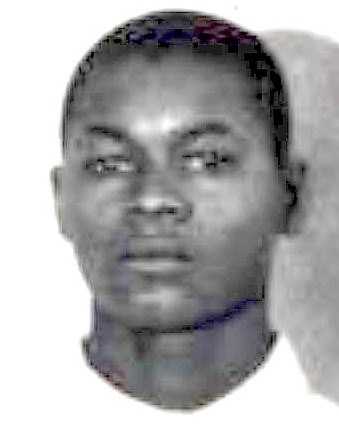
Eugene Williams
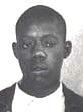
Olen Montgomery
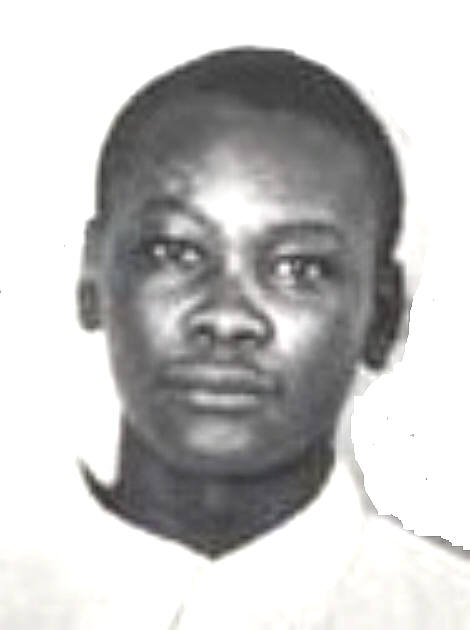
Andy Wright
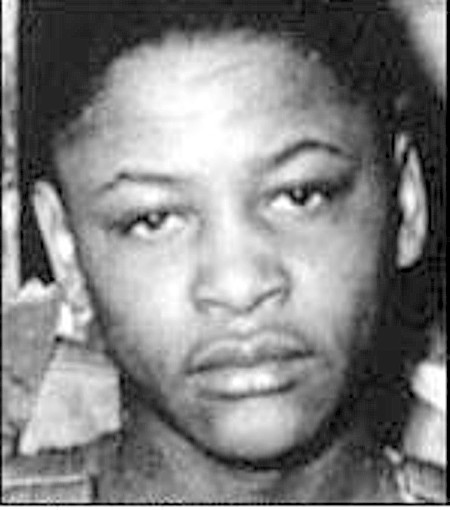
Roy Wright
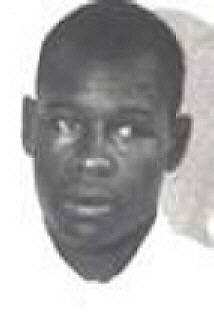
Clarence Norris
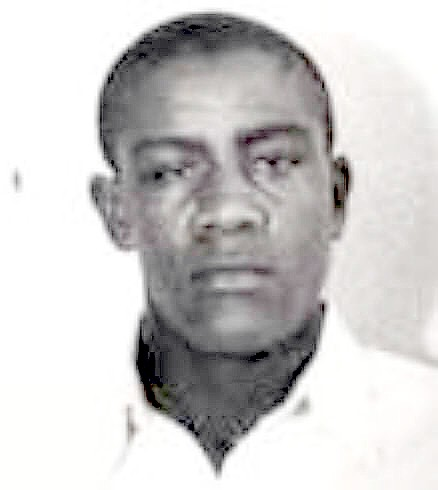
Charlie Weems
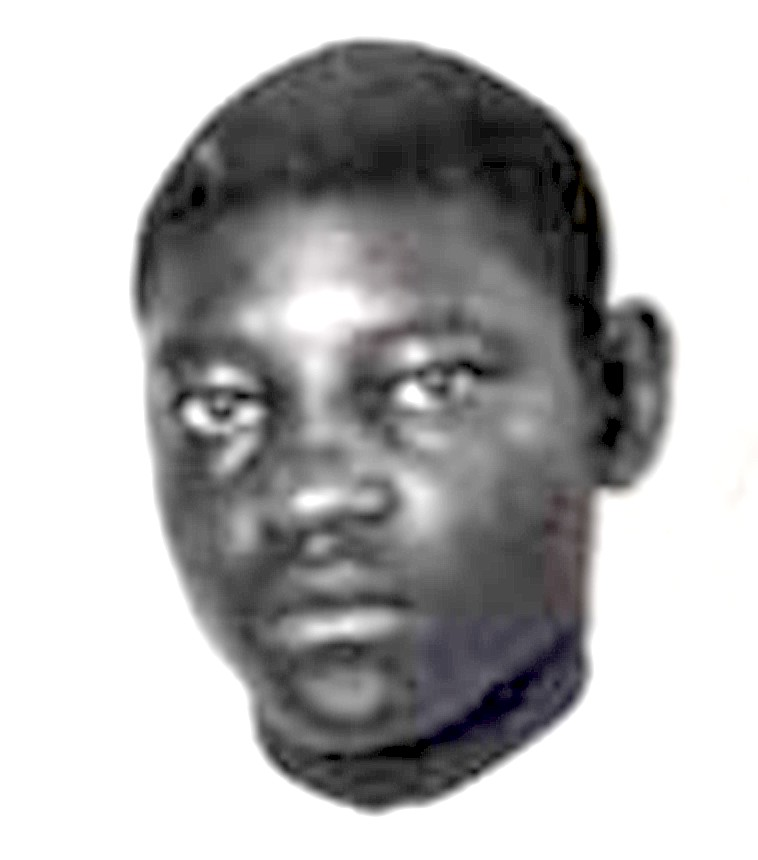
Haywood Patterson

## Dokumentarfilm
- Scottsboro: An American Tragedy, USA, 2000, Regie: Daniel Anker, Barak Goodman, 84 Min.